# Catopsis wangerinii
Catopsis wangerinii là một loài thực vật có hoa trong họ Bromeliaceae. Loài này được Mez & Wercklé mô tả khoa học đầu tiên năm 1904.